# باشگاه ورزشی فرل
باشگاه ورزشی فرل (انگلیسی: SC Verl) یک باشگاه فوتبال آلمانی مستقر در فرل است که در حال حاضر در لیگا ۳، سومین سطح لیگ فوتبال در این کشور به فعالیت می‌پردازد. 